# Praktische Theologie

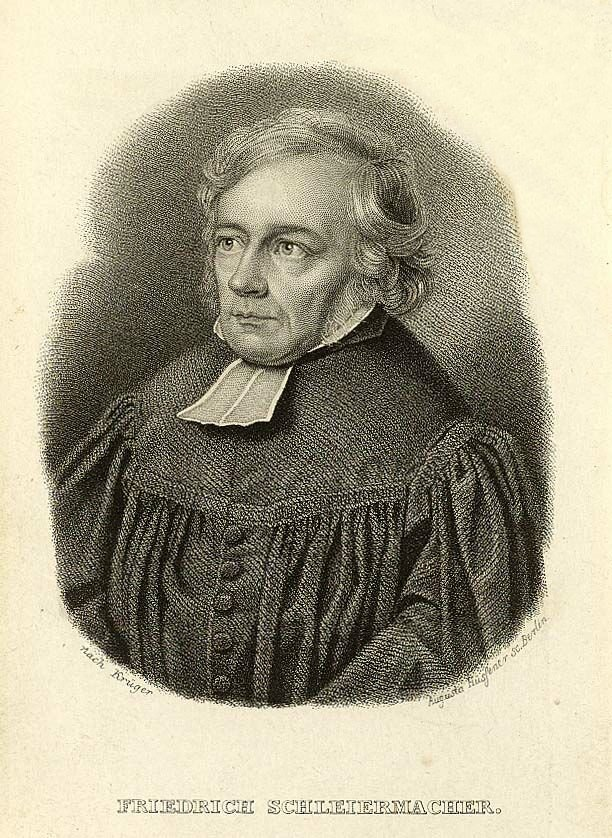
Friedrich Schleiermacher als häufige Referenzperson praktisch-theologischer Entwürfe

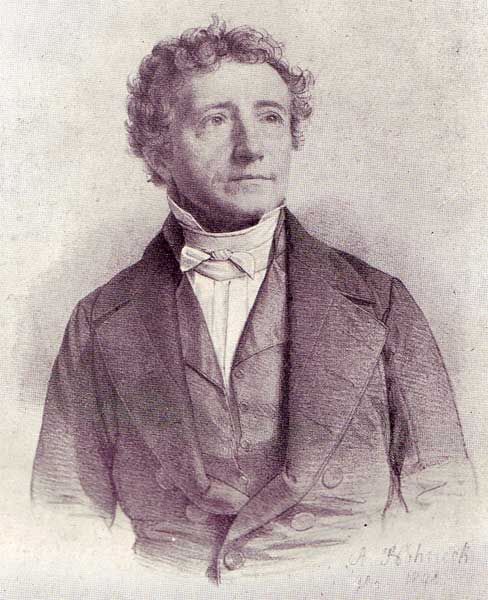
Karl Immanuel Nitzsch

Die Praktische Theologie ist eine seit dem 19. Jahrhundert etablierte und an den Universitäten gelehrte Disziplin der Theologie.

## Wesen und Definition
Die Aufgabe der Praktischen Theologie liegt in der kritischen Vermittlung zwischen der theologischen Wissenschaft und der christlichen Praxis in Kirche und Gesellschaft. Diese programmatische Definition ist in der Geschichte und Gegenwart dieser Disziplin allerdings umstritten. Die Kontroverse bezieht sich vor allem auf die Frage nach ihrem wissenschaftlichen Status innerhalb der Theologie und nach ihrem eigentlichen Gegenstand. Als wissenschaftliche Disziplin entstand die Praktische Theologie, wie viele meinen, Anfang des 19. Jahrhunderts. Die Praktische Theologie wäre somit das jüngste unter den akademischen theologischen Fächern. Als ihr Begründer gilt gemeinhin Friedrich Schleiermacher (1768–1834). Antrieb war die Erfahrung der Kluft zwischen einer praxisfernen Theologie und der kirchlich-religiösen Praxis, in der die wissenschaftliche Theologie kaum noch Bedeutung hatte. Allerdings wurde bereits im frühen 17. Jahrhundert ein (gescheiterter) Versuch unternommen, an der Universität Leiden einen Lehrstuhl für Praktische Theologie zu etablieren. Seit dem späten 16. Jahrhundert erschien eine Reihe von lateinischen Schriften über Praktische Theologie (theologia practica), die sich vor allem mit der Ethik und/oder Asketik beschäftigten. Nach Gisbert Voetius (1589–1676) umfasste die Praktische Theologie, neben Ethik und Asketik, auch Fragen der Kirchenordnung (politica ecclesiastica) und Homiletik.
Als Mittlerin zwischen Theorie und Praxis sollte die Praktische Theologie die Theologie insgesamt erfahrungsoffen und handlungsrelevant werden lassen, wobei der letzte Aspekt zumeist in den Vordergrund trat. Praktische Theologie wurde dann als Anwendungswissenschaft verstanden, die exegetische und dogmatische Aussagen in praktikable Handlungsanweisungen umformuliert. Seit Schleiermacher, Philipp Konrad Marheineke (1780–1846) und Karl Immanuel Nitzsch (1787–1868) wird demgegenüber versucht, die innertheologische, theoretische Funktion und Notwendigkeit der Praktischen Theologie zu begründen. Gegenwärtig sieht man in der wissenschaftlichen Analyse der wirklich gelebten christlichen Religiosität in Kirche und Gesellschaft die besondere Aufgabe der Praktischen Theologie, die sich zunehmend als eine empirisch-analytische Wissenschaft in Analogie zu den Sozial- und Humanwissenschaften versteht. Die paradigmatische, wissenschaftstheoretische Ausrichtung der Praktischen Theologie (phänomenologisch, theoretisch-kritisch, empirisch, hermeneutisch) bleibt nach wie vor strittig. Demgegenüber ist die Frage einer Beschreibung ihres Gegenstandes seit der Mitte des 19. Jahrhunderts relativ eindeutig beantwortet.
Der entscheidende Schritt von der sapientia (lateinisch für „Einsicht“, „Weisheit“) zur scientia (lateinisch für „Wissen(-schaft)“, „Kenntnis“ – zu: scire „wissen“, „verstehen“) war die Überwindung einer eher berufsethisch orientierten „weisheitlichen“ Pastoraltheologie. Anders als diese Pastoraltheologie, die sich auf Regeln für die Amtsführung des Pfarrers/Pastors beschränkt und die lediglich (wertvolles) Berufswissen vom Mentor zum Kandidaten weitergab, vertritt die Praktische Theologie ein umfassenderes Verständnis von Praxis; strittig jedoch bleibt, ob nur die explizit kirchliche Praxis oder der Gesamtzusammenhang von Religion und gesellschaftlichem Handeln Gegenstand der Praktischen Theologie sein soll. Der spezifische Gegenstandsbereich der Praktischen Theologie lässt sich durch Funktionen (Kommunikation, Bildung, Beratung und Hilfe, Leitung und Organisation) sowie durch deren Handlungsfelder (Gottesdienst, Predigt, Kasualien, kirchliche Publizistik, Religionsunterricht, Konfirmandenunterricht, Jugendarbeit, Erwachsenenbildung, Seelsorge, Diakonie, Gemeindeleitung, Kirchenrecht) beschreiben. Die Praktische Theologie arbeitet als empirische Wissenschaft mit den etablierten Methoden der Sozialforschung, mit denen der Psychologie/Tiefenpsychologie und mit hermeneutischen Verfahren.

## Subdisziplinen
- Homiletik
- Liturgik
- Seelsorge / Poimenik
- Pastoraltheologie
- Pastoralpsychologie
- Religionspädagogik / Katechetik
- Oikodomik
- Diakonik
- Kasualien
- Kirchentheorie
- Publizistik
- Aszetik / Frömmigkeit / Spiritualität

## Studiengang
An der Katholischen Hochschule Mainz sind die zur Praktischen Theologie gehörenden Subdisziplinen im Studiengang „Praktische Theologie“ gebündelt. Darüber hinaus beinhaltet der Studiengang jedoch auch die Inhalte der Biblischen, Historischen und Systematischen Theologie.

## Lehrende der Praktischen Theologie im deutschsprachigen Raum
- Christian Albrecht (Theologe) (Ludwig-Maximilians-Universität München)
- Christoph Barnbrock (Lutherische Theologische Hochschule Oberursel)
- Philipp Bartholomä (Freie Theologische Hochschule Gießen)
- Bernd Beuscher (Ev. Hochschule Rheinland-Westfalen-Lippe Bochum)
- Andrea Bieler (Universität Basel)
- Sabine Bobert (Christian-Albrechts-Universität zu Kiel)
- Frank Thomas Brinkmann (Justus-Liebig-Universität Gießen)
- Peter Bubmann (Friedrich-Alexander-Universität Erlangen-Nürnberg)
- Rita Burrichter (Universität Paderborn)
- Ruth Conrad (Humboldt-Universität Berlin)
- Corinna Dahlgrün (Friedrich-Schiller-Universität Jena)
- Alexander Deeg (Universität Leipzig)
- Michael Domsgen (Martin-Luther-Universität Halle-Wittenberg)
- Wolfgang Drechsel (Ruprecht-Karls-Universität Heidelberg)
- Holger Eschmann (Theologische Hochschule Reutlingen)
- Wilfried Engemann (Universität Wien)
- Thomas Erne (Philipps-Universität Marburg)
- Tobias Faix (CVJM-Hochschule Kassel)
- Kristian Fechtner (Johannes-Gutenberg-Universität Mainz)
- Reinhard Feiter (Universität Münster)
- Gotthard Fermor (Ev. Hochschule Rheinland-Westfalen-Lippe Bochum)
- Carsten Gennerich (Ev. Hochschule Darmstadt)
- Christian Grethlein (Universität Münster)
- Hans-Martin Gutmann (Universität Hamburg)
- Achim Härtner (Theologische Hochschule Reutlingen)
- Eberhard Hauschildt (Rheinische Friedrich-Wilhelms-Universität Bonn)
- Michael Herbst (Ernst-Moritz-Arndt-Universität Greifswald)
- Jan Hermelink (Georg-August-Universität Göttingen)
- Beate Hofmann (Kirchliche Hochschule Wuppertal)
- David Käbisch (Goethe-Universität Frankfurt)
- Christian Kahrs (Ev. Hochschule Moritzburg)
- Katharina Kammeyer (Universität Paderborn)
- Isolde Karle (Ruhr-Universität Bochum)
- Sonja Keller (Universität Hamburg)
- Konstanze Kemnitzer (Kirchliche Hochschule Wuppertal)
- Volker Kessler (Theologische Hochschule Ewersbach)
- Marion Keuchen (Universität Paderborn)
- Nahamm Kim (Evangelische Hochschule Tabor)
- Inge Kirsner (Universität Paderborn)
- Thomas Klie (Universität Rostock)
- Andrea Klimt (Theologische Hochschule Elstal)
- Thorsten Knauth (Universität Duisburg-Essen)
- Britta Konz (TU Dortmund)
- Gerald Kretzschmar (Eberhard Karls Universität Tübingen)
- Andreas Kubik-Boltres (Universität Osnabrück)
- Martina Kumlehn (Universität Rostock)
- Joachim Kunstmann (PH Weingarten)
- Ralph Kunz (Universität Zürich)
- Fritz Lienhard (Ruprecht-Karls-Universität Heidelberg)
- Heike Lindner (Universität zu Köln)
- Frank M. Lütze (Universität Leipzig)
- Armin Mauerhofer (Staatsunabhängige Theologische Hochschule Basel)
- Kristin Merle (Universität Hamburg)
- Michael Meyer-Blanck (Rheinische Friedrich-Wilhelms-Universität Bonn)
- Alfred Dedo Müller (Universität Leipzig)
- Werner Müller-Geib (Katholische Hochschule Mainz)
- Christian Mulia (Johannes-Gutenberg-Universität Mainz)
- Doris Nauer (PTH Vallendar)
- Ilona Nord (Julius-Maximilians-Universität Würzburg)
- Isabelle Noth (Universität Bern)
- Oliver Pilnei (Theologische Hochschule Elstal)
- Manfred L. Pirner (Friedrich-Alexander-Universität Erlangen-Nürnberg)
- Uta Pohl-Patalong (Christian-Albrechts-Universität zu Kiel)
- David Plüss (Universität Bern)
- Markus Printz (Internationale Hochschule Liebenzell)
- Klaus Raschzok (Augustana-Hochschule Neuendettelsau)
- Oliver Reis (Universität Paderborn)
- Ingo Reuter (Universität Paderborn)
- Antje Roggenkamp (Universität Münster)
- Hanna Roose (Ruhr-Universität Bochum)
- Roland Rosenstock (Universität Greifswald)
- Traugott Roser (Universität Münster)
- Ursula Roth (Friedrich-Alexander-Universität Erlangen-Nürnberg)
- Martin Rothgangel (Universität Wien)
- Clauß Peter Sajak (Universität Münster)
- Marcell Saß (Philipps-Universität Marburg)
- Thomas Schlag (Universität Zürich)
- Reinhard Schmidt-Rost (Rheinische Friedrich-Wilhelms-Universität Bonn)
- Ingrid Schoberth (Ruprechts-Karls-Universität Heidelberg)
- Bernd Schröder (Georg-August-Universität Göttingen)
- Harald Schroeter-Wittke (Universität Paderborn)
- Maike Schult (Philipps-Universität Marburg)
- Ulrich Schwab (Theologe) (Ludwig-Maximilians-Universität München)
- Friedrich Schweitzer (Eberhard Karls Universität Tübingen)
- Stefan Schweyer (Staatsunabhängige Theologische Hochschule Basel)
- Helmut Schwier (Ruprecht-Karls-Universität Heidelberg)
- Helge Stadelmann (Freie Theologische Hochschule Gießen)
- Martin Steinhäuser (Ev. Hochschule Moritzburg)
- Anne Steinmeier (Martin-Luther-Universität Halle-Wittenberg)
- Heinz Streib (Universität Bielefeld)
- Manuel Stetter (Universität Rostock)
- Michael Wermke (Friedrich-Schiller-Universität Jena)
- Birgit Weyel (Eberhard Karls Universität Tübingen)
- Stephan Weyer-Menkhoff (Johannes-Gutenberg-Universität Mainz)
- Joachim Willems (Universität Oldenburg)
- Jan Woppowa (Universität Paderborn)
- Peter Zimmerling (Universität Leipzig)
- Mirjam Zimmermann (Universität Siegen)

Emeritierte Lehrende der Praktischen Theologie
- Hermann Wolfgang Beyer (Ruhr-Universität Bochum)
- Gerhard Büttner (TU Dortmund)
- Christiane Burbach (Hochschule Hannover)
- Bernhard Dressler (Philipps-Universität Marburg)
- Wilhelm Gräb (Humboldt-Universität zu Berlin)
- Albrecht Grözinger (Universität Basel)
- Hans-Günter Heimbrock (Goethe-Universität Frankfurt)
- Gerhard Hennig (Eberhard-Karls-Universität Tübingen)
- Michael Klessmann (Kirchliche Hochschule Wuppertal)
- Peter Kohlgraf (* 1967, Katholische Hochschule Mainz, Bischof von Mainz)
- Manfred Josuttis (1936–2018)
- Gerhard Marcel Martin (Philipps-Universität Marburg)
- Ulrich Nembach (* 1935, Georg-August-Universität Göttingen)
- Martin Nicol (Friedrich-Alexander-Universität Erlangen-Nürnberg)
- Ursula Riedel-Pfäfflin
- Richard Riess (* 1937)
- Günter Ruddat (Kirchliche Hochschule Wuppertal)
- Rolf Schieder (Humboldt-Universität zu Berlin)
- Heinz Schmidt (1943–2025, Ruprecht-Karls-Universität Heidelberg)
- Joachim Scharfenberg
- Horst Schwebel (Philipps-Universität Marburg)
- Wolfgang Steck (Ludwig-Maximilians-Universität München)
- Ulrike Wagner-Rau
- Dietrich Zilleßen (Universität zu Köln)
- Paul Zulehner (Katholisch-Theologische Fakultät der Universität Wien/Universität Wien; * 1939)